# Ichnopus woodmasoni
Ichnopus woodmasoni is een vlokreeftensoort uit de familie van de Uristidae. De wetenschappelijke naam van de soort is voor het eerst geldig gepubliceerd in 1890 door Giles.